# Бугаков, Дмитрий Владимирович
Дми́трий Влади́мирович Буга́ков (род. 19 июня 1979, Липецк, СССР) — российский футболист, защитник, полузащитник. Тренер.

## Биография
Отец — футболист и тренер Владимир Бугаков.
Воспитанник ДЮСШ Липецк. За свою карьеру выступал в российских командах «Металлург» (Липецк), «Сокол» (Саратов), «Спартак» (Москва) и «Салют-Энергия» (Белгород). По завершении карьеры игрока — тренер в системе клуба «Металлург» (Липецк). В 2017—2023 годах возглавлял дублирующий состав «Металлурга». В мае 2024 года после увольнения тренерского штаба основной команды стал исполняющим обязанности главного тренера «Металлурга».
Сын Семён.